# Rhinolophus borneensis
Rhinolophus borneensis es una especie de murciélago de la familia Rhinolophidae.

## Subespecies
Se reconocen las siguientes:
- R.b.borneensis: Sumatra meridional,[2] Borneo, Labuán, isla de Banggi;
- R.b.chaseni (Sanborn, 1939): Camboya nordoccidental, Laos nordoriental, Vietnam nordoccidental y meridional, isla de Con Son, Península de Malaca septentrional;
- R.b.importunus (Chasen, 1939): Java occidental;
- R.b.spadix (Miller, 1901): Islas Natuna meridionales e islas Karimata.

## Distribución geográfica
Se encuentra en Brunéi, Camboya, Indonesia, Laos, Malasia y Vietnam.